# Saut en hauteur masculin aux championnats du monde d'athlétisme 2017
Pour un article plus général, voir Championnats du monde d'athlétisme 2017.
Navigation
Pékin 2015 Doha 2019
L'épreuve de saut en hauteur masculin des championnats du monde d'athlétisme de 2017 se déroule les 11 et 13 août 2017 dans le Stade olympique de Londres (Royaume-Uni).

## Records et performances

### Records
Avant ces championnats, les records du saut en hauteur hommes (mondial, des championnats et par continent) étaient les suivants.
| Record                    | Athlète                                     | Pays                 | Résultat | Lieu                      | Date                                      |
| ------------------------- | ------------------------------------------- | -------------------- | -------- | ------------------------- | ----------------------------------------- |
| Record du monde           | Javier Sotomayor                            | Cuba                 | 2,45 m   | Salamanque                | 27 juillet 1993                           |
| Record des championnats   | Bohdan Bondarenko                           | Ukraine              | 2,41 m   | Moscou                    | 15 août 2013                              |
| Record d'Afrique          | Jacques Freitag                             | Afrique du Sud       | 2,38 m   | Oudtshoorn                | 5 mars 2005                               |
| Record d'Asie             | Mutaz Essa Barshim                          | Qatar                | 2,43 m   | Bruxelles                 | 5 septembre 2014                          |
| Record d'Amérique du Nord | Javier Sotomayor                            | Cuba                 | 2,45 m   | Salamanque                | 27 juillet 1993                           |
| Record d'Amérique du Sud  | Gilmar Mayo                                 | Colombie             | 2,33 m   | Pereira                   | 17 octobre 1994                           |
| Record d'Europe           | Patrik Sjöberg Ivan Ukhov Bohdan Bondarenko | Suède Russie Ukraine | 2,42 m   | Stockholm Prague New York | 30 juin 1987 25 février 2014 14 juin 2014 |
| Record d'Océanie          | Tim Forsyth                                 | Australie            | 2,36 m   | Melbourne                 | 2 mars 1997                               |

### Meilleures performances de l'année 2017
Onze athlètes ont franchi la barre des 2,31 m avant les championnats.
|   | Athlète            | Pays                    | Résultat | Lieu     | Date             |
| - | ------------------ | ----------------------- | -------- | -------- | ---------------- |
| 1 | Mutaz Essa Barshim | Qatar                   | 2,38 m   | Oslo     | 15 juin 2017     |
| 2 | Mateusz Przybylko  | Allemagne               | 2,35 m   | Bottrop  | 25 juin 2017     |
| 3 | Danil Lysenko      | Athlète neutre autorisé | 2,34 m   | Saransk  | 22 juin 2017     |
| 4 | Maksim Nedasekau   | Biélorussie             | 2,33 m   | Grosseto | 22 juillet 2017  |
| 5 | Ivan Ukhov         | Russie                  | 2,32 m   | Ierino   | 10 juin 2017     |
| 5 | Sylwester Bednarek | Pologne                 | 2,32 m   | Ostrava  | 28 juin 2017     |
| 5 | Bohdan Bondarenko  | Ukraine                 | 2,32 m   | Paris    | 1er juillet 2017 |
| 5 | Majd Eddin Ghazal  | Syrie                   | 2,32 m   | Paris    | 1er juillet 2017 |
| 9 | Robert Grabarz     | Royaume-Uni             | 2,31 m   | Oslo     | 11 juin 2015     |
| 9 | Zhang Guowei       | Chine                   | 2,31 m   | Doha     | 5 mai 2017       |
| 9 | Eure Yáñez         | Venezuela               | 2,31 m   | Luque    | 23 juin 2017     |

## Critères de qualification
Pour cette épreuve, la cible fixée par l'IAAF est de 32 athlètes au total. Pour se qualifier directement pour les championnats, il faut avoir réalisé au moins 2,30 m, entre le 1er octobre 2016 et le 23 juillet 2017, résultats en salle inclus, soit 2 cm de plus qu'en 2015 à Pékin. Sont également éligibles les champions en titre, mondiaux ou continentaux (ces derniers uniquement après avis du comité technique) et celui qui a remporté la Ligue de diamant 2016 (en l'occurrence Erik Kynard), sauteurs qui obtiennent en ce cas une wild card en sus des trois athlètes maximum par fédération nationale.
Le 5 août, le champion du monde en titre Derek Drouin déclare forfait sur blessure, ce qui abaisse à 27 le nombre d'athlètes engagés.
À l'issue de la compétition, le Qatari Mutaz Essa Barshim (photo en médaillon) confirme sa victoire en salle de 2014 par une nouvelle médaille d'or.

## Médaillés
| Or                 | Argent        | Bronze             |
| Mutaz Essa Barshim | Danil Lysenko | Majd Eddine Ghazal |

## Résultats

### Finale
| Rang               | Athlète            | Pays                       | 2,20 m | 2,25 m | 2,29 m | 2,32 m | 2,35 m | 2,40 m | 2,46 m | Marque (en m) | Notes |
| ------------------ | ------------------ | -------------------------- | ------ | ------ | ------ | ------ | ------ | ------ | ------ | ------------- | ----- |
| Médaille d'or      | Mutaz Essa Barshim | Qatar                      | o      | o      | o      | o      | o      | xx     |        | 2,35          |       |
| Médaille d'argent  | Danil Lysenko      | Athlètes neutres autorisés | o      | o      | xo     | o      | xxx    |        |        | 2,32          |       |
| Médaille de bronze | Majd Eddine Ghazal | Syrie                      | o      | o      | xo     | xxx    |        |        |        | 2,29          |       |
| 4                  | Edgar Rivera       | Mexique                    | o      | o      | xxo    | xxx    |        |        |        | 2,29          |       |
| 5                  | Mateusz Przybylko  | Allemagne                  | o      | xo     | xxo    | xxx    |        |        |        | 2,29          |       |
| 6                  | Ilya Ivanyuk       | Athlètes neutres autorisés | o      | o      | xxx    |        |        |        |        | 2,25          |       |
| 6                  | Robert Grabarz     | Royaume-Uni                | o      | o      | xxx    |        |        |        |        | 2,25          |       |
| 8                  | Bryan McBride      | États-Unis                 | o      | xo     | xxx    |        |        |        |        | 2,25          |       |
| 9                  | Bohdan Bondarenko  | Ukraine                    | —      | xxo    | —      | xxx    |        |        |        | 2,25          |       |
| 10                 | Eike Onnen         | Allemagne                  | xxo    | xxx    |        |        |        |        |        | 2,20          |       |
| —                  | Tihomir Ivanov     | Bulgarie                   | xr     |        |        |        |        |        |        | NM            |       |
| —                  | Wang Yu            | Chine                      |        |        |        |        |        |        |        | DNS           |       |

### Qualifications
Les concurrents à 2,31 m (Q) ou les 12 premiers (q) se qualifient pour la finale.
| Rang | Groupe | Athlète                | Nationalité                | 2,17 | 2,22 | 2,26 | 2,29 | 2,31 | Marque | Notes |
| ---- | ------ | ---------------------- | -------------------------- | ---- | ---- | ---- | ---- | ---- | ------ | ----- |
| 1    | A      | Mutaz Essa Barshim     | Qatar                      | -    | o    | o    | o    | o    | 2,31   | Q     |
| 2    | A      | Bohdan Bondarenko      | Ukraine                    | -    | o    | -    | xo   | o    | 2,31   | Q     |
| 3    | B      | Danil Lysenko          | Athlètes neutres autorisés | o    | o    | o    | o    | xo   | 2,31   | Q     |
| 4    | B      | Mateusz Przybylko      | Allemagne                  | o    | o    | xo   | xo   | xo   | 2,31   | Q     |
| 4    | A      | Tihomir Ivanov         | Bulgarie                   | o    | o    | xo   | xo   | xo   | 2,31   | Q, PB |
| 6    | A      | Robbie Grabarz         | Royaume-Uni                | -    | o    | o    | xo   | xxo  | 2,31   | Q, SB |
| 7    | A      | Bryan McBride          | États-Unis                 | o    | o    | o    | o    | xxx  | 2,29   | q     |
| 7    | A      | Ilya Ivanyuk           | Athlètes neutres autorisés | o    | o    | o    | o    | xxx  | 2,29   | q     |
| 7    | B      | Majd Eddine Ghazal     | Syrie                      | o    | o    | o    | o    | xxx  | 2,29   | q     |
| 10   | A      | Eike Onnen             | Allemagne                  | xo   | xo   | o    | o    | xxx  | 2,29   | q     |
| 10   | A      | Edgar Rivera           | Mexique                    | o    | o    | xxo  | o    | xxx  | 2,29   | q     |
| 12   | A      | Wang Yu                | Chine                      | o    | xo   | o    | xo   | xxx  | 2,29   | q     |
| 13   | A      | Talles Frederico Silva | Brésil                     | o    | o    | xxo  | xo   | xxx  | 2,29   |       |
| 13   | B      | Gianmarco Tamberi      | Italie                     | o    | xo   | xo   | xo   | xxx  | 2,29   | SB    |
| 13   | B      | Andriy Protsenko       | Ukraine                    | xo   | o    | xo   | xo   | xxx  | 2,29   |       |
| 13   | A      | Ricky Robertson        | États-Unis                 | o    | o    | xo   | xxo  | xxx  | 2,29   |       |
| 17   | B      | Fernando Ferreira      | Brésil                     | xo   | xo   | xo   | xxo  | xxx  | 2,29   |       |
| 18   | B      | Michael Mason          | Canada                     | o    | o    | o    | xxx  |      | 2,26   |       |
| 19   | A      | Sylwester Bednarek     | Pologne                    | o    | o    | xo   | xxx  |      | 2,26   |       |
| 19   | A      | Nauraj Singh Randhawa  | Malaisie                   | o    | o    | xo   | xxx  |      | 2,26   |       |
| 21   | B      | Eure Yáñez             | Venezuela                  | xo   | xxo  | o    | xxx  |      | 2,26   |       |
| 22   | B      | Takashi Eto            | Japon                      | o    | xo   | xxx  |      |      | 2,22   |       |
| 22   | A      | Donald Thomas          | Bahamas                    | o    | xo   | xxx  |      |      | 2,22   |       |
| 24   | B      | Zhang Guowei           | Chine                      | xo   | xo   | xxx  |      |      | 2,22   |       |
| 25   | B      | Woo Sang-hyeok         | Corée du Sud               | xo   | xxo  | xxx  |      |      | 2,22   |       |
| 26   | B      | Jeron Robinson         | États-Unis                 | xo   | xxx  |      |      |      | 2,17   |       |
| —    | B      | Erik Kynard            | États-Unis                 | x    |      |      |      |      |        | NM    |

## Légende
- m : mètres
- NM : not measured (non mesuré)[réf. souhaitée]

Records et Performances
- AR : Record continental (area record)
- CR : Record des championnats (championship record)
- MR : Record du meeting (meet record)
- NR : Record national (national record)
- OR : Record olympique (olympic record)
- PR : Record paralympique (paralympic record)
- PB : Record personnel (personal best)
- SB : Meilleure performance personnelle de la saison (season's best)
- WL : Meilleure performance mondiale de l'année (world leader)
- WJR : Record du monde junior (world junior record)
- WR : Record du monde (world record)

Circonstances et Conditions
- DNF : N'a pas terminé (did not finish)
- DNS : N'a pas pris le départ (did not start)
- DQ : Disqualification (disqualification)
- NM : Aucun essai valable enregistré (No Mark)
- Q : Qualifié « directement » au prochain tour (ou à la prochaine compétition), lors d'une compétition majeure, grâce au classement ou à la réalisation des minima (automatic qualifier)
- q : Qualifié au prochain tour (ou à la prochaine compétition), lors d'une compétition majeure, grâce au repêchage ou à la réalisation de l'une des meilleures performances parmi celles des « non qualifiés directement » (grâce au meilleur temps ou à la meilleure distance par exemple) (secondary qualifier)